# Dr. Monica
Dr. Monica ist ein US-amerikanischer Spielfilm aus dem Jahr 1934 mit Kay Francis in der Hauptrolle.

## Handlung
Dr. Monica Braden ist eine erfolgreiche Geburtshelferin. Sie ist unglücklich mit einem selbstsüchtigen Mann verheiratet, der heimlich eine Affäre mit ihrer besten Freundin Mary Hathaway beginnt. Eines Tages wird Monica zur Entbindung von Mary gerufen und erfährt praktisch auf dem Treppenansatz, wer der Vater des Kindes ist. Zunächst will sie Mary nicht behandeln, doch ihre gemeinsame Bekannte Anna redet Dr. Monica ins Gewissen und das Kind wird gesund entbunden. Kurze Zeit später begeht Mary aus Scham Selbstmord und Dr. Monica, die sich mit ihrem Mann versöhnt hat, nimmt das Kind als ihr eigenes an.

## Hintergrund
Wie so viele Rollen war auch Dr. Monica zunächst vom Studio für Ruth Chatterton vorgesehen, ehe Kay Francis den Zuschlag erhielt. Der Film basiert auf einem mäßig erfolgreichen Theaterstück mit Alla Nazimova in der Hauptrolle. Im Drehbuch des Pre-code-Filmes werden etliche Themen offen angesprochen, die nach Inkrafttreten des Production Code nicht länger möglich wären: außereheliche Beziehungen, ungewollte Schwangerschaften, ledige Mütter, Selbstmord, Abtreibung. Dr. Monica wird als erfolgreiche Ärztin dargestellt, die Erfolg und Erfüllung im Beruf findet und auch nach der Abblende ihren Beruf weiter ausüben wird.

## Kinoauswertung
Die Produktionskosten lagen bei lediglich 167.000 US-Dollar, was indes dem üblichen Schnitt für einen Kay-Francis-Film der Zeit entsprach. In den USA spielte Dr. Monica  294.000 US-Dollar ein, zu denen weitere 140.000 US-Dollar aus dem Ausland kamen. Die Gesamteinnahmen lagen bei 443.000 US-Dollar und der Gewinn des Studios belief sich am Ende auf 70.962 US-Dollar.

## Kritik
In dem damals populären Magazin Screenland war zu lesen:

„Es gibt Momente von herzzerreissendem Realismus zwischen Miss Francis und Miss Muir […] aber La Francis, wie Sie sich vorstellen können, behält immer die Oberhand und auch dieser Film macht da keine Ausnahme.“

Andere Rezensenten waren etwas weniger angetan und fanden den Stoff reichlich schwer für die angestrebte Zielgruppe.
Der Motion Picture Herald führte aus:

„Die Handlung beschränkt sich auf die Zielgruppe der Frauen. Aber die Geschichte ist viel zu schwer und dunkel für selbst aufgeklärte Zuschauer.“

Variety schloss sich dem Urteil an:

„Der Erfolg hängt allein an den Frauen und es ist zweifelhaft, ob die Mehrzahl der Mädchen wirklich so einen Film sehen will.“